# Robert Forke
Pour les articles homonymes, voir Forke.
Robert Forke (6 avril 1860-2 février 1934) est un homme politique canadien du Manitoba. Il est député fédéral libéral de la circonscription manitobaine de Brandon de 1921 à 1930. Il est ministre dans le cabinet du premier ministre Mackenzie King.

## Biographie
Né à Gordon (en) dans la région de Scottish Borders en Écosse, Forke étudie dans les écoles publiques de Westruther. Il s'installe au Canada en 1882 et travaille comme agriculteur. Préfet de Pipestone au Manitoba, il y sert pendant 20 ans avant d'entrer en politique fédérale. Il travaille également comme secrétaire-trésorier de l'Union des municipalités du Manitoba pendant onze ans.

## Politique fédérale
Initialement militant du Parti libéral du Canada et également du Parti libéral du Manitoba, pour lequel il est candidat lors d'une élection partielle en janvier 1909, Forke s'implique davantage dans le mouvement de politiques agraires et se rallie au Parti progressiste du Canada.
Élu lors de l'élection fédérale de 1921, les Progressistes ont alors la balance du pouvoir dans un gouvernement minoritaire dirigé par le chef libéral Mackenzie King. Forke fait partie d'une délégation menée par le chef du parti, Thomas Alexander Crerar, et obtiennent des concessions des Libéraux en échange d'un support parlementaire. Forke devient ensuite whip des progressistes manitobains en 1922. 
L'historien W. L. Morton décrit Forke comme un un Canadien écossais aimable d'une honnêteté transparente et d'une modestie transcendante, ainsi qu'un un paysan libéral qui espérait reconnecter le parti, mais qui considérait encore nécessaire l'indépendance du Parti progressiste. Cette vision modérée était partagé avec Crerar, mais en opposition avec l'aile plus radical du parti basée en Alberta.
Forke prend le contrôle du parti en 1922 après que Crerar ait considéré ne pas être en mesure de maintenir l'unité du parti. 
En 1923, Forke propose un amendement de W. S. Fielding afin de réduire de façon importante les tarifs, mais l'amendement est rejeté malgré l'appui de deux députés libéraux d'arrière-ban. L'année suivante, Forke refuse de supporté un amendement similaire bien que celui-ci soit plus susceptible de faire tomber le gouvernement.
Durant l'1925, un manifeste de Forke dénonce l'inefficacité des vieux partis et s'oppose avec la ligne libérale. À la suite de l'élection, le parti perd bon nombre de députés, tous basés à l'ouest de l'Ontario. 
Bien que les Conservateurs étaient le groupe ayant le plus députés en Chambre, Forke se montre à la conclusion d'un accord entre les Progressistes et les Libéraux. Forke est également en faveur d'une représentation au cabinet, mais cette décision est toutefois rejetées par l'aile albertaine du parti. Forke conserve la chefferie, mais Henry Elvins Spencer (en) est choisi comme nouveau secrétaire du parti.
Bien qu'il soit envisagé une fusion pour former une force libérale-progressiste, le scandale des douanes empêche tout rapprochement. Forke démissionne de la chefferie le 30 juin 1926 et le lendemain, Mackenzie King est contraint à la démission.
Après la nomination d'Arthur Meighen comme premier ministre par le gouverneur-général Byng, le nouveau gouvernement tombe rapide en raison de la perte de confiance de la Chambre avec le refus des Progressiste de lui apporter son soutien. Lors de l'élection de 1926, l'aile manitobaine forge une alliance électorale avec les Libéraux et sept députés sont élus sous la bannière Libéral-progressiste après un arrangement évitant la division du vote afin de vaincre les Conservateurs.
Réélu, Forke demeure dans un groupe parlementaire distinct. Une alliance entre les deux partis est confirmé en septembre 1926 et Forke devient alors ministre de l'Immigration et de la Colonisation avec le consentement du caucus Libéral-progressiste. Après trois ans à ce poste, il est nommé au Sénat du Canada par Mackenzie King en décembre 1929.
Forke siège alors comme sénateur libéral-progressiste jusqu'à son décès en 1934.